# Buphonida evanida
Buphonida evanida es un coleóptero de la familia Chrysomelidae.
Fue descrita científicamente por primera vez en 1865 por Baly.